# El talp
|  | No s'ha de confondre amb el programa de televisió El talp. |

El talp (títol original en anglès: Tinker Tailor Soldier Spy) és un thriller d'espies de 2011, dirigit per Tomas Alfredson i protagonitzat per Colin Firth i Gary Oldman. La pel·lícula està basada en la novel·la  Calderer, sastre, soldat, espia de John le Carré. La pel·lícula es va doblar al català.

## Argument
Situada al Londres de la dècada del 1970, en plena guerra freda, el fracàs d'una missió especial a Hongria provoca un canvi a la cúpula dels serveis secrets britànics. Un dels defenestrats és l'agent George Smiley (Oldman). Tanmateix, quan ja s'havia fet a la idea de retirar-se, li encarreguen una missió especial. Se sospita que hi ha un «talp» infiltrat a la cúpula del servei i només algú extern pot esbrinar qui és. Amb l'ajuda d'altres agents jubilats, Smiley anirà recollint informació i encaixant les peces per intentar descobrir el traïdor.

## Repartiment
| Intèrpret            | Personatge     | Veu en català         |
| -------------------- | -------------- | --------------------- |
| Gary Oldman          | George Smiley  | Pere Molina           |
| Colin Firth          | Bill Haydon    | Jordi Brau            |
| Tom Hardy            | Ricki Tarr     | Raúl Llorens          |
| Mark Strong          | Jim Prideaux   | Joan Carles Gustems   |
| Ciarán Hinds         | Roy Bland      | Jordi Boixaderas      |
| Benedict Cumberbatch | Peter Guillam  | José Posada           |
| David Dencik         | Toby Esterhase | Xavier Fernández      |
| Stephen Graham       | Jerry Westerby | Albert Mieza          |
| Simon McBurney       | Oliver Lacon   | Ricky Coello          |
| Toby Jones           | Percy Alleline | Pep Sais              |
| John Hurt            | "Control"      | Ricard Solans         |
| Kathy Burke          | Connie Sachs   | Maria Luisa Solá      |
| Roger Lloyd-Pack     | Mendel         | Enric Isasi-Isasmendi |
| Arthur Nightingale   | Bryant         | Jaume Lleal           |
| Stuart Graham        | Ministre       | Jordi Ribes           |

## Premis i nominacions[3]

### Premis
- 2012: BAFTA a la millor pel·lícula britànica
- 2012: BAFTA al millor guió adaptat per Peter Straughan i Bridget O'Connor

### Nominacions
- 2011: Lleó d'Or
- 2012: Oscar al millor actor per Gary Oldman
- 2012: Oscar al millor guió adaptat per Bridget O'Connor i Peter Straughan
- 2012: Oscar a la millor banda sonora per Alberto Iglesias
- 2012: BAFTA a la millor pel·lícula
- 2012: BAFTA al millor director per Tomas Alfredson
- 2012: BAFTA al millor actor per Gary Oldman
- 2012: BAFTA a la millor música per Alberto Iglesias
- 2012: BAFTA a la millor fotografia per Hoyte Van Hoytema
- 2012: BAFTA al millor muntatge per Dino Jonsäter
- 2012: BAFTA al millor disseny de producció per Maria Djurkovic i Tatiana Macdonald
- 2012: BAFTA al millor vestuari per Jacqueline Durran
- 2012: BAFTA al millor so per John Casali, Howard Bargroff, Doug Cooper, Stephen Griffiths i Andy Shelley

## Rebuda
Va rebre generalment ressenyes positives. La pel·lícula té un índex d'un 83% de 199 ressenyes recollides en el lloc Rotten Tomatoes. El talp és un trencaclosques dens d'ansietat, paranoia, i espionatge que el director Tomas Alfredson reconstrueix amb habilitat. En comparació, Metacritic, li dona 85 sobre 100 basat sobre 42 ressenyes